# Alda Vasques de Soverosa
Alda Vasques de Soverosa (c. 1170 - 11 de fevereiro de 1235) foi uma aristocrata medieval portuguesa, que, enquanto protetora do Mosteiro de Santo Tirso, foi também uma importante gestora dos bens da sua família.

## Biografia
Alda era filha do rico-homem Vasco Fernandes de Soverosa e de Teresa Gonçalves de Sousa, filha de Gonçalo Mendes de Sousa, padroeiro do Mosteiro de Pombeiro, e de Dórdia Viegas. Foi através deste matrimónio que o pai trouxe a honra de Soverosa para a posse da família. Alda era, portanto, bisneta materna de Egas Moniz IV de Ribadouro, o célebre aio de Afonso Henriques. 
Alda Vasques foi destacada para a vida monástica, e escolhe, com esse fim, o Mosteiro de Santo Tirso para sua morada espiritual. Nesse período, em que ainda eram frequentes as fundações de mosteiros familiares(isto é, financiados por uma determinada família), como era o de Santo Tirso, eram vitais as presenças, no cenóbio, de senhoras da família fundadora ou com vínculos à mesma, dado que eram elas que promoviam o desenvolvimento da comunidade monástica, e que defendiam ativamente os interesses da própria família dentro do mosteiro, enquanto, simultaneamente, aumentavam o domínio da comunidade. Além disso, eram as principais encarregadas da conservação da memória familiar. 

### Gestão fundiária e vida monástica

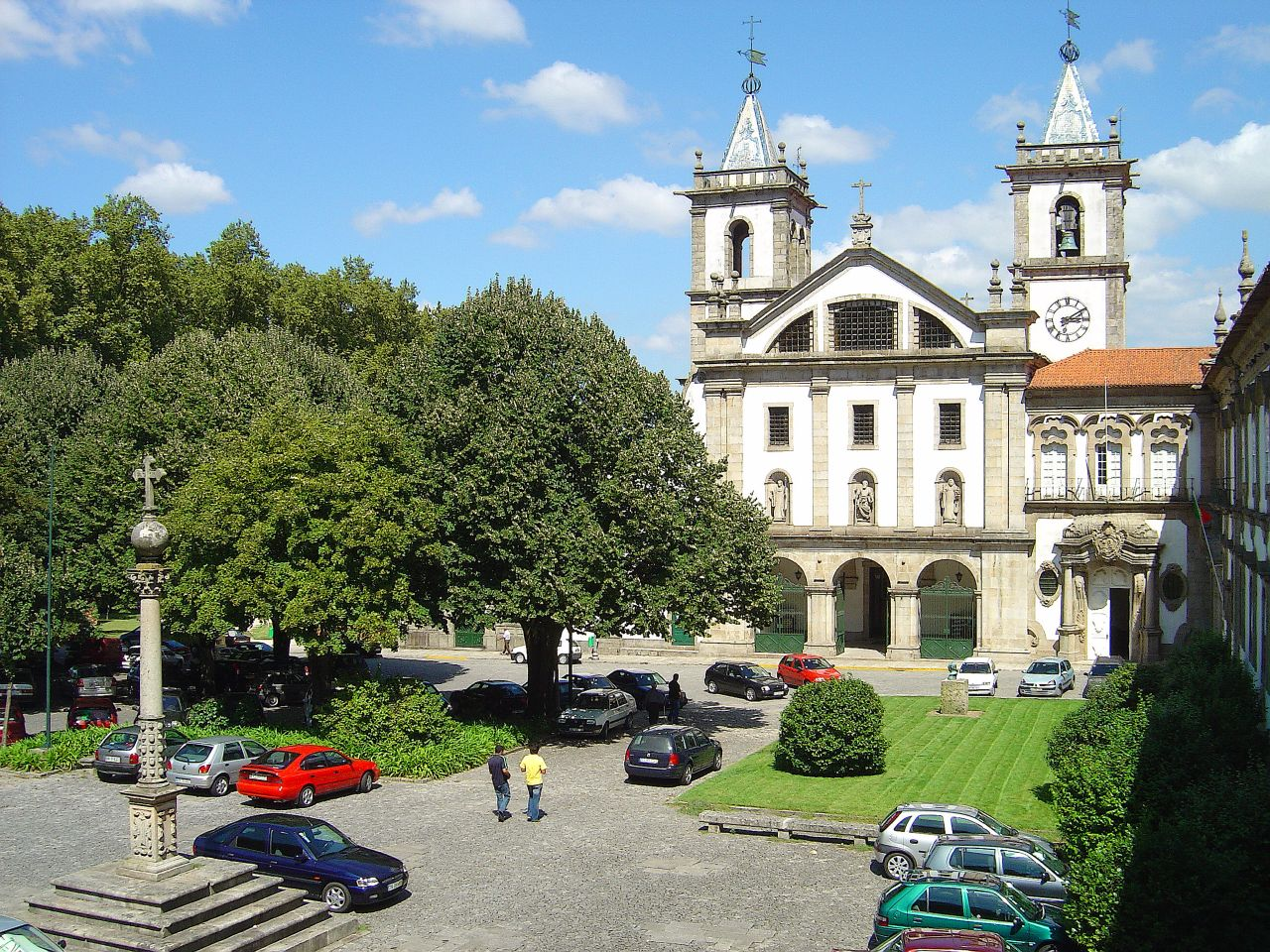
Mosteiro de Santo Tirso, cenóbio onde Alda Vasques residiu.

A sua ascendência prestigiante, sobretudo por herança materna, granjeou-lhe, além de importância, uma importante quantidade de património. Alda era uma senhora muito rica de haveres no Ribadouro, que, mais especificamente, ia de Panoias a Gaia, passando por Marco de Canaveses e Lousada
.
Alda esteve, na verdade, ligada a várias instituições religiosas, ligadas sobretudo à família materna: mas foi o cenóbio de Santo Tirso com o qual esteve mais ligada, dado também ser a esse mosteiro que estavam ligadas as famílias da Maia e de Sousa, com as quais Alda estava aparentada. A tia de Alda, Elvira Gonçalves de Sousa viria a ser sepultada naquele mosteiro.
Alda foi monja em Santo Tirso, mas manteve contacto, através de diversas doações, com outros cenóbios: o Mosteiro de Telões, o Mosteiro de Pombeiro (onde veio a ser enterrado o seu irmão, Gil), o Mosteiro de Grijó, o Mosteiro de Salzedas, ao qual doou, em 1219, dois casais em Quintião (Cambres, concelho de Lamego), e ainda ao Mosteiro de Refojos de Riba de Ave. Ao Mosteiro de Santo Tirso doou umas herdades que detinha em Lousa, herdadas da mãe. Foi também uma importante benfeitora da leprosaria de Alfena, à qual doou pelo menos um casal em Cristelo, e da Ordem do Hospital, participando na sua consolidação em solo português com os irmãos e outros parentes, através da doação de bens à casa da ordem, em Leça do Balio. Alda investiu uma importante parte do seu património nesta ordem religiosa: doou vários casais no termo de Sousa, juntamente com a sua parente, e também monja em Santo Tirso, Urraca Ermiges de Ribadouro, doando cada uma um casal em São Pedro de Ver, dando Alda o casal de Randim; uma herdade em Felgueiras; uma quintã em Quincela; a quintã de Oleiros, um herdamento em Recesinhos; cinco casais em Panoias; um em Artal e dois em Poiares. Além disso, doou com o seu irmão, Gil Vasques de Soverosa, bens em Sousela.
Alda Vasques faleceu a 11 de fevereiro de 1235, como indica a sua primeira epígrafe funerária, datada provavelmente desse ano. Contudo, existe outra epígrafe, datada provavelmente de 1248, o que leva a crer que Alda terá sido trasladada para junto da sua parente, Urraca Ermiges de Ribadouro, que tinha falecido nesse mesmo ano. A nova epígrafe deixa transparecer a profunda amizade que ligou estas duas grandes senhoras:
| “ | A nobreza de nascimento e um espírito puro e benigno/ dos seus costumes distinguem as Donas Urraca e Alda/ que Deus uniu por amor sincero e imenso,/ porque, enquanto viveram, tiveram uma só alma/ concorde, dado que em nada divergiam./ A circunstância deste facto reuniu os túmulos das duas,/ de tal forma que este modelo de amizade seja de todos meditado./ Não foi na mesma altura que a morte levou as duas amigas para os céus./ A morte de Dona Alda foi a 3 dos Idos de fevereiro/ de 1273 [i.e. 11 de fevereiro de 1235]./ A morte ímpia levou da terra Dona Urraca a/ 4 das Calendas de abril de 1286 [29 de março de 1248). | ” |